# Второе монгольское вторжение в Японию
Второе монгольское вторжение в Японию (яп. 元寇 гэнко:) — военно-морская экспедиция 1281 года монгольского хана хана Хубилая в попытке завоевать Японские острова. 

## Предыстория
После провала первого вторжения Хубилай посчитал, что устал от постоянного игнорирования своих посланий. Он отправил пятерых гонцов в сентябре 1275 года, запретив им возвращаться без ответа. Ходзё Токимунэ ответил, отослав их на Кюсю и обезглавив. Их могилы сохранились до наших дней в Камакуре в Тацунокити. 29 июля 1279 года были отосланы ещё пятеро эмиссаров, снова обезглавленных, на этот раз в Хакате (в настоящее время район Фукуоки). В ожидании следующего вторжения, японский императорский двор повелел всем храмам молиться о победе над династией Юань.

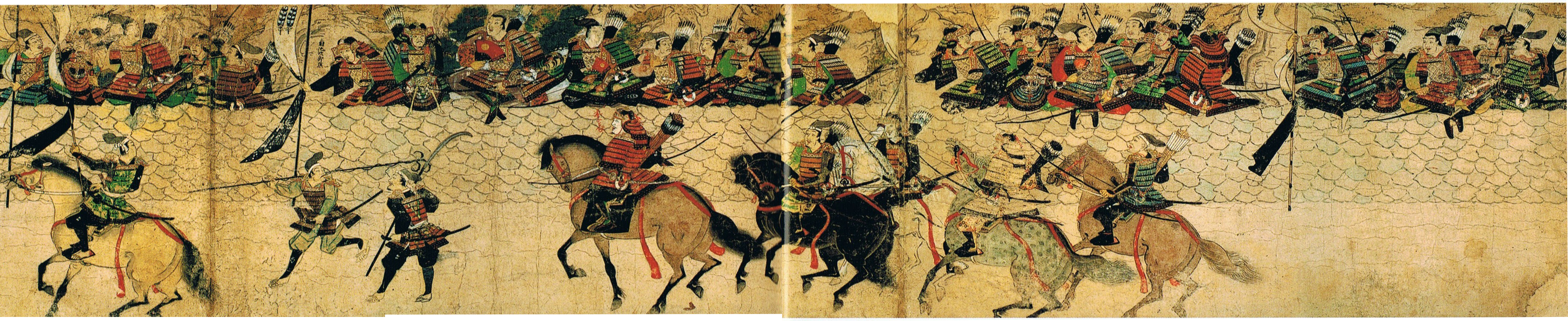
Защитная стена в Хакате

Начиная с 1275 года, сёгунат Камакура (бакуфу) начал активно предпринимать меры по защите страны от возможного нападения. Вдобавок к повышению дисциплины в рядах самураев на Кюсю, правители приказали строить форты и большую каменную стену (яп. 石塁 сэкируй) и другие защитные постройки в местах возможной высадки, вроде бухты Хаката, где в 1276 году была возведена двухметровая стена. Уничтоженные монголами храмы, в том числе, храм Хакодзаки, были перестроены заново. Организовали прибрежную охрану, а 120 отличившихся самураев получили награды. Имелся даже план захвата Кореи, предложенный Сёни Цунэсукэ, генералом с Кюсю.

## Ход вторжения

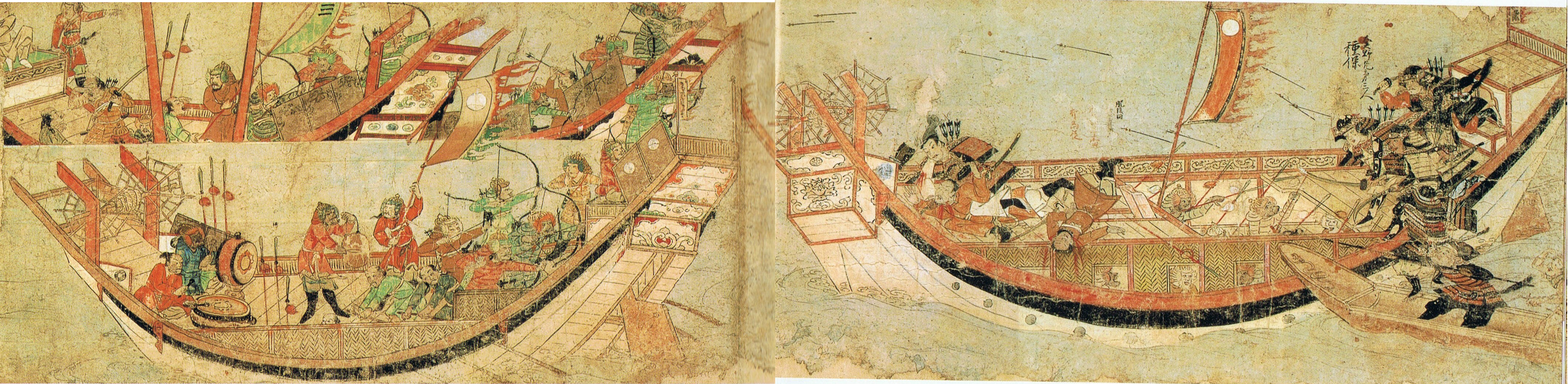
Самураи захватывают монгольские корабли в 1281

Весной 1281 года монголы послали для завоевания Японии два независимых флота. Один — внушительный, в 900 кораблей, с 40 000 корейскими, китайскими и монгольскими солдатами на борту, вышедший из Масана. Второй, ещё более впечатляющий, флот из 3500 кораблей с 100 000 солдатами вышел с юга Китая.
План захвата заключался в совершении скоординированной атаки объёдинённым флотом. Китайский флот задержался из-за сложностей с провиантом и укомплектованием огромного числа солдат. Корейский флот вышел в плавание, но потерпел сокрушительное поражение у Цусимы и вернулся назад. Летом объединённый флот взял Ики и двинулся к Кюсю, с остановками на попутных островах. Происходившие в процессе мелкие стычки получили название Битвы за Коан (弘安の役) или Второй битвы за Хакату. Монгольские силы были отброшены к кораблям. Хотя монголов было во много раз больше, чем японцев, берег был хорошо укреплён, поэтому оборона не представляла особой трудности. Японские войска нанесли солидный ущерб объединённому войску монголов. Неорганизованность вносила несогласие в планах и раздоры трёх главных командующих. По некоторым сообщениям, китайские войска не слишком сочувствовали вторжению и не рвались в бой. 

### Тайфун
Тайфун Камикадзе внезапно нагрянул в середине августа. Моряки хана заметили явный периодический прирост воды на три фута, но небо оставалось чистым и безветренным. На следующий день  колебания воды стали достигать девяти футов. Через три дня можно было заметить первые признаки шторма. Из-за неопытности моряки захватчиков не распознали угрозы и не предприняли соответствующих мер предосторожности. За несколько часов тайфун вошёл в полную силу. Часть кораблей ушла, спасаясь от тайфуна, бо́льшая часть разбилась, часть рассеялась по морю. Сегодня считается, что уничтожение монгольского флота было спровоцировано ещё одним фактором. Большинство судов были построенными второпях плоскодонками. Согласно хронике «Корё-са», сунские корабли стоили слишком дорого и были очень медлительны, поэтому на верфях строили традиционные для корейцев плоскодонные суда. Корабли такого типа (в отличие от океанских килевых судов, которым труднее перевернуться) довольно сложно использовать в открытом море, а они были предоставлены урагану. Монголы потеряли до 75 % своих воинов и снабжения из-за разыгравшегося шторма. 

## Значение

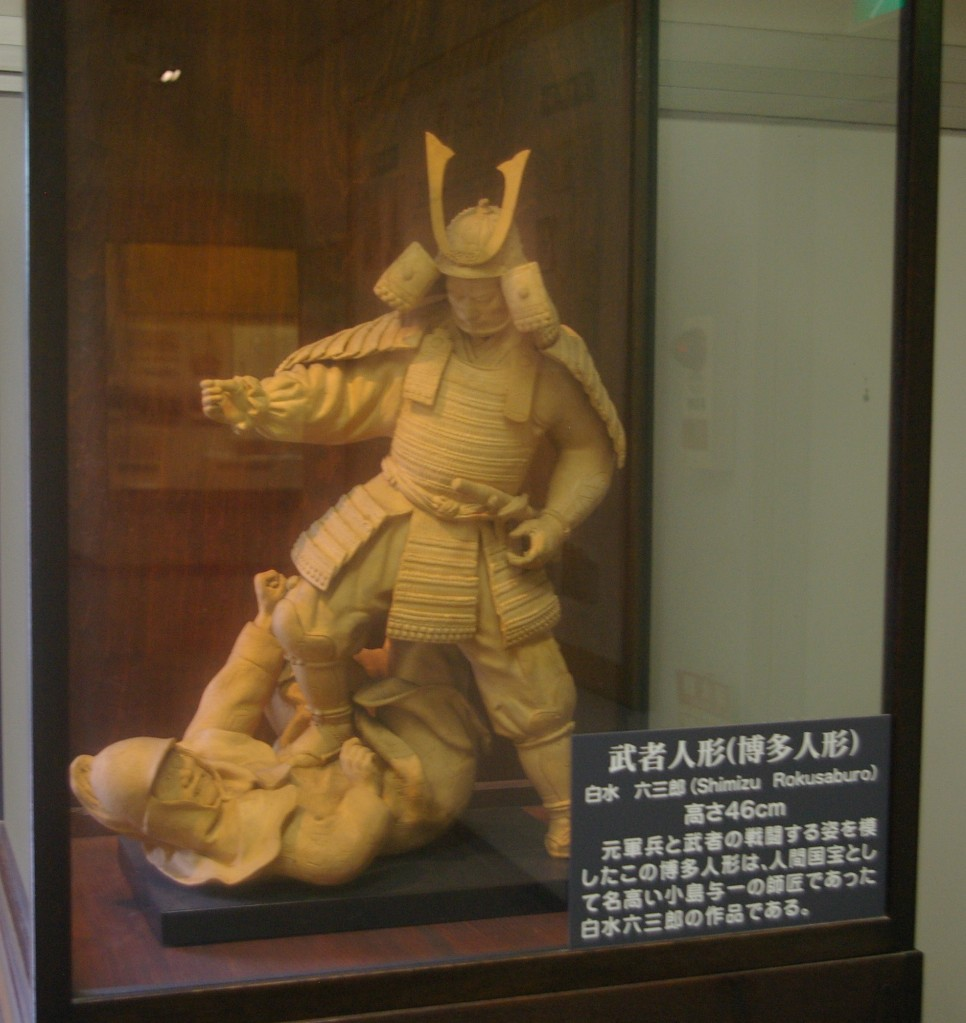
Самурай, избивающий монгольского захватчика

Оба вторжения потерпели неудачу, что имело историческое значение для страны. В отражении вторжения первый раз использовались самураи для обороны страны, когда они боролись во имя Японии. В военном деле захватчики показали японцам новые приёмы ведения боя, которые были совсем непохожи на дуэльные поединки самураев. Об этом упоминается в Хатиман гудокун:
Согласно нашей манере вести битву, мы сначала называем противника по имени и перечисляем его титулы, а затем сражаемся с ним один на один. Но монголы не обращали никакого внимания на этикет. Они бросались в резню, хватали отбившихся от войска и убивали их.
Монгольский способ управления войском с помощью колоколов, барабанов и крика был неизвестен японцам, как и стрельба дождём стрел, вместо привычной «один на один». Незнакомы были им и огнестрельные орудия тэппо, применявшиеся монголами, возможно, заимствовавшими их у китайцев. Благодаря Ходзё Токимунэ и его учителю Букко, среди самураев начал быстро распространяться дзен-буддизм. В язык пришло слово симпу (яп. 神風 симпу:, божественный ветер) (в русский и другие языки оно проникло по кунным чтениям: камикадзэ (яп. 神風)). На ближней дистанции монголы не могли, как правило, справиться с японцами из-за популярного среди самураев мастерства фехтования, а также низкого качества стали монгольских и китайских клинков. Японцы с того момента начали считать себя непобедимыми, что влияло на всю внешнюю политику до самого конца Второй мировой войны. 
Согласно Полу Дэвису, «Разрушение монгольского флота гарантировало Японии независимость, однако привело к тому, что военные стали более влиятельны, чем император. Об описываемых событиях повествуют множество фильмов и книг, а название тайфуна — Камикадзэ (яп. 神風 «божественный ветер») — стало нарицательным. Если не считать оккупацию Японии в конце Второй мировой войны, эти провалившиеся операции наиболее близко подошли к тому, чтобы завоевать Японию.

## В популярной культуре
- Нашествие монголов (яп. 元寇 Гэнко:) — японская патриотическая песня (гунка) 1892 года о втором монгольском нашествии на Японию.
- В дополнении Mongol Invasion к игре Shogun: Total War, кампания включает участие во вторжении, которое, по легенде, не было остановлено так скоро.
- В Age of Empires II, тоже компьютерной игре, есть миссии, относящиеся к монгольским завоеваниям.
- Во время первого монгольского вторжения происходят события видеоигры Ghost of Tsushima для консоли Sony Playstation 4.